# Бабушкина Крынка
Открытое акционерное общество «Бабушкина крынка» (ОАО «Бабушкина крынка») — крупный производитель натуральной молочной продукции в Беларуси. Производственные ресурсы предприятия позволяют переработать до 3000 тонн молока в сутки, а сырьевая зона охватывает 18 из 21 района Могилёвской области. Основной продукцией ОАО «Бабушкина крынка»  является: молоко, молоко сухое обезжиренное, масло сливочное, сыр твёрдый, полутвёрдый и мягкий, кефир, сметана, творог, сливки питьевые, йогурт термизированный и питьевой, сырки глазированные; мороженое, заменитель цельного молока (ЗЦМ). Всего компания производит более 300 наименований продукции.
В настоящее время компания активно экспортирует продукцию более чем в 20 стран по всему миру. В их числе Китай, Индия, ОАЭ, Турция, Судан а также страны СНГ.

## Структура холдинга «Бабушкина крынка»[3]
- Управляющая компания холдинга «Бабушкина крынка» (г. Могилёв)
- Цех по производству сыров, (г. Белыничи)
- Филиал «Быховский» (г. Быхов)
- Филиал «Славгородский» (г. Славгород)
- Филиал «Бобруйский» (г. Бобруйск)
- Филиал «Мстиславский» (г. Мстиславль)
- Филиал «Осиповичский» (г. Осиповичи)
- Филиал «Кировский» (г. Кировск)
- Филиал «Дрибинский» (г. Дрибин)
- Филиал «Кричевский» (г. Кричев)
- Филиал «Круглянский» (г. Круглое)
- Филиал «Краснопольский» (г. Краснополье)
- Филиал «Костюковичский» (г. Костюковичи )
- Филиал «Глусский» (г. Глуск)
- Филиал «Кличевский» (г. Кличев) (Закрыт навсегда)
- Производственный цех «Чаусский» (г. Чаусы)
- Филиал «Климовичский» (г. Климовичи)
- Филиал «Хотимский» (г. Хотимск)

## Торговые бренды компании
- «Бабушкина крынка»
- «Свежие новости»[4]
- «Весёлые внучата»[5]
- «Eco Greco»[6]
- «ZVONKA»[7]

## История
Функционирование предприятия началось в 1979 году как Могилевский молочный комбинат (ММК) — для переработки сырья и производства основных видов молочной продукции.
28.09.1995 г. — решением Могилёвского облисполкома № 15-6 преобразован в открытое акционерное общество «Могилёвский молочный комбинат».
В 2001 году в компания поглотила Круглянский маслозавод и Краснопольский завод заменителей цельного молока. В 2005 году присоединился Кировский маслозавод, Белыницкий сырзавод и Дрыбинский маслозавод, а чуть позже Кричевский маслозавод.
Наконец, в конце 2006 года  к OAO «Бабушкина крынка» присоединился Костюковичский молочный комбинат. В результате слияний, компания стала одним из крупнейших производителей молочной продукции в Белоруссии.
14.03.2006 г. — решением Могилёвского облисполкома  № 5-12  ОАО «Могилёвский молочный комбинат» был переименован в открытое акционерное общество «Бабушкина крынка».
7 декабря 2012 года — на внеочередном собрании акционеров ОАО «Бабушкина крынка» утвердила создание холдинговой компании
13 декабря 2012 года администрация Октябрьского района г. Могилёва утвердила это решение.